# 宋江縣
宋江縣，是明代交阯承宣布政使司清化府愛州下轄的一個縣，治所約在今越南峨山縣北部和河中縣東北部。

## 沿革
- 秦屬象郡、漢屬九真郡、孫吳分屬九德郡，隋屬愛州、唐為愛州地[2]。
- 永樂五年（1407年）六月癸未朔置，屬清化府[3]。
- 永樂七年正月甲子，設交阯宋江縣之可屢馬驛[4]。
- 永樂十七年三月十九日，設交阯宋江縣儒學[5]。
- 永樂十七年九月丙辰，愛州之宋江縣入本州[6]。
- 宣德元年二月十五日，宋江縣知縣阮克誠以考滿至京，進土絹衣香[7]。